# Isa Riedl
Isa Riedl (* 1974 in Wolfsberg) ist eine österreichische Malerin und Grafikerin.

## Leben und Wirken
Isa Riedl besuchte von 1989 bis 1995 die Abteilung Plastische Formgebung der Höhere Technische Bundeslehr- und Versuchsanstalt Graz Ortweinschule und studierte danach bis 1997 Kunstgeschichte an der Karl-Franzens-Universität Graz und von 1997 bis 2003 Malerei und Grafik an der Universität für künstlerische und industrielle Gestaltung Linz bei Ursula Hübner und Paul Horn. 2001/2002 verbrachte sie ein Studienjahr in Bilbao.
Die Künstlerin ist seit 2005 Mitglied der Künstlervereinigung MAERZ. 2007 präsentierte die Künstlervereinigung Werke von Isa Riedl und Gerhard Brandl im Rahmen der der Kunstmesse Linz in den Räumlichkeiten der Landesgalerie Linz am Oberösterreichischen Landesmuseum. 2015 beteiligte sie sich am Start der Initiative Kunstverleih. Sie lebt und arbeitet in Graz.

## Werke
Werke der Künstlerin befinden sich in den öffentlichen Sammlungen der Bundesländer Kärnten, Steiermark und Oberösterreich, der Landeshauptstädte Graz und Linz sowie des Bundesministeriums für Unterricht.

## Ausstellungen
Isa Riedl zeigt ihre Werke seit 2003 auch im Rahmen von Gruppenausstellungen in öffentlichen Museen (u. a. Nordico Linz, Forum Stadtpark, Graz, Künstlerhaus Wien) großteils in Österreich, vereinzelt auch in Italien (Udine), Deutschland (Frankfurt, Düsseldorf, Weimar) und Luxembourg.
Einzelausstellungen
- Desire Lines, Kubin-Haus Zwickledt (2013)[5]
- Der versiegelte Ort, Oberösterreichischer Kunstverein Linz und Kunstraum Goethestraße (2003)
- Meine Bleibe, Galerie März (2005)
- Post aus dem Niemandsland, Galerie Kärnten, Marienheim, Spittal/Drau (2001)

## Medien
- Photomuseum Bad Ischl & Kubin-Haus Zwickledt, Radio-FRO-Beitrag zur Ausstellungseröffnung Desire Lines von Isa Riedl (2013), abgefragt am 7. November 2015.